# غودوين إيرل وسكس
غودوين (مات 1053) ابن وولفنوث، هو إيرل الساكسون الغربيين (وسكس)، وكان أبرز الإنجليز في النصف الأول من القرن الحادي عشر. لا يعرف الكثير عن مولده أو أصله، ولكنه صعد إلى السلطة مبكرا في عهد كانوت العظيم ونال لقب إيرل في عام 1018. وتزوج غيثا وهي قريبة الملك، وفي عام 1020 أصبح إيرل السكسون الغربيين. وعند موت كانوت في عام 1035 انضم إلى الملكة إيما في دعمها لحكم هارديكانوت على إنجلترا، وهو ابن كانوت وإيما، وفي الجانب المعارض كان هناك ليوفريك والفريق الشمالي الذي دعم هارولد قدم الأرنب. حكم الاثنان سوية إقليم وسكس لصالح هارديكانوت، ولكن أتى النبيل ألفرد، وهو ابن إيما من زوجها السابق إثيلريد الثاني، في إنجلترا على أمل استعادة تاج أبيه؛ لكنه وقع بين يدي غودوين، فأعدم هو وأتباعه بقسوة. وعند موت هارديكانوت في عام 1042 كان غودوين أول المتقدمين لانتخاب إدوارد المعترف إلى العرش الشاغر. وأصبح الرجل الأول في المملكة، مع ذلك قوته ما زالت متوازنة بذلك من الإيرلات العظماء الآخرين، مثل ليوفريك إيرل مرسيا وسيوارد إيرل نورثمبريا. أبنائه سوين وهارولد أصبحوا إيرلات وابنته إديث تزوجت من الملك (1045). كانت سياسته وطنية بقوة في معارضته للميول النورماندية الملحوظة للملك. وكان بينه وبين خواص إدوارد الأجانب عداء شديد، وبالذات روبرت من جومييج. وكان تعيين روبرت على رئاسة أساقفة كانتربري في عام 1051 علامة على انحدار سلطة غودوين؛ وفي نفس السنة ارتكب أحد خواص الملك الأجانب سلسلة من الإساءات فأدت إلى شقاق بين الملك والإيرل، وهو ما بلغ ذروته في نفي الأخير مع كل عائلته. لكن في السنة التالية عاد غودوين منتصرا؛ وفي اجتماع عظيم عقد خارج لندن أعيدت له ولعائلته كل مراكزهم وأملاكهم، وأبعد رئيس الأساقفة والعديد من النورمان الآخرين. وفي السنة التالية أصاب غودوين نوبة على طاولة الملك، ومات بعد ثلاثة أيام في 15 أبريل 1053.
يظهر أن غودوين كان عنده سبعة أبناء، ثلاثة منهم - الملك هارولد، وغيرث ولوفوين - قتلوا في هايستينجز؛ آخران هم وولفنوث وزيلفغار، كانوا بأهمية أقل؛ وهناك أيضا كان الإيرل توستيغ، والابن البكر كان سوين أو سويغن (مات 1052) الذي طرد لإغوائه إدغيفو رئيسة دير ليومنستر. بعد حروبه لصالح ملك الدنمارك عاد إلى إنجلترا في عام 1049، عندما أجبره قتله لابن عمه بيورن لأن يترك إنجلترا للمرة الثانية. وفي عام 1050، استعاد منصب الإيرل، وفي عام 1051 ذهب للمنفى مع أبيه. لكي يكفر عن قتله لبيورن، ذهب سوين للحج إلى القدس، وعند رحلة العودة مات في 29 سبتمبر 1052، حيث قابل موته على يدي العرب وفقا لإحدى السجلات.